# Safír (raketa)

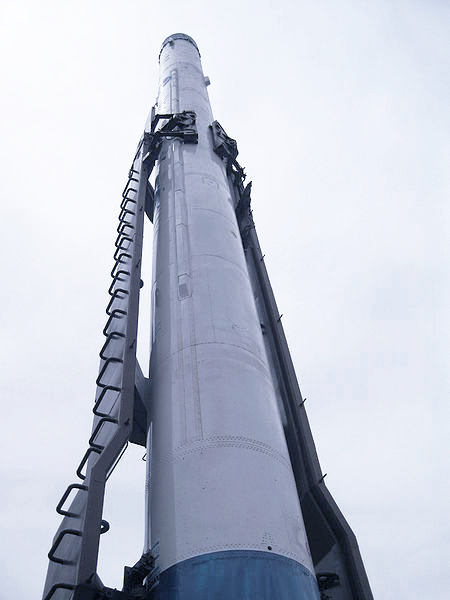
Raketa Safir na startovní rampě se satelitem Omid

Safír (persky سفير) je íránská nosná raketa používaná od roku 2009 pro starty prvních íránskych satelitů. Slovo safir znamená v perštině vyslanec nebo mediátor.

## Stručný popis
Dvoustupňová raketa je pravděpodobně odvozena z íránské balistické rakety středního doletu Šaháb 3. Má výšku 22 metrů a průměr 1,25 metrů, používá raketový motor na kapalné pohonné látky. Jedná se o lehkou nosnou raketu, která dokáže na nízkou oběžnou dráhu Země dopravit náklad o maximální hmotnosti jen několik desítek kilogramů. Startovní hmotnost rakety Safír je asi 26 tun.

### Verze
- Safír
- Safír-1, či Safír-2
- Safír 1B, či Safír-2B (hmotnost 37 tun)

## Historie použití
První suborbitální zkušební let rakety typu Safír se uskutečnil 4. února 2008 z íránského kosmodromu Semnan. Dne 16. dubna 2008 došlo pravděpodobně k neúspěšnému íránskému pokusu o vypuštění satelitu. Raketě selhal druhý stupeň, dosáhla výšky 152 km, nicméně Írán neúspěch popřel a let označil jako suborbitální test.
Dne 2. února 2009 se Íránu podařil úspěšný kosmický start, raketa Safír 2 dopravila na oběžnou dráhu ve výšce 250 až 380 km první íránský satelit Omid s hmotností 27 kg.
Dne 15. června 2011 byl vypuštěn, za pomocí mírně modifikované rakety Safír-2B, satelit Rasad o hmotnosti 15 kg a 2. února 2012 dopravili Íránci na oběžnou dráhu družici Navid s hmotností 50 kg.
Pod označením Kavošgar (Průzkumník) se rakety Safír používají také na sondážní suborbitální lety.